# 妻の誘惑
『妻の誘惑』 temptation of wife（つまのゆうわく）は、2008年11月3日から2009年5月1日まで韓国SBSで放送された連続ドラマ。

## 概要
このドラマは貞淑な妻が夫に捨てられ、殺害されそうになり、やがて悪女に変身し復讐する物語である。この作品は2009年上半期で最高視聴率40.6%を獲得、『宮廷女官キム尚宮』、『人魚姫』のチャン・ソヒが復讐に燃える主役を演じ、2009年度SBS演技大賞を受賞した。

## 出演

### 主要人物
- ク・ウンジェ(ミン・ソヒ)：チャン・ソヒ
- チョン・ギョビン：ピョン・ウミン（朝鮮語版）
- シン・エリ：キム・ソヒョン
- ミン・ゴヌ：イ・ジェファン（朝鮮語版）

### ウンジェの周辺人物
- ク・ヨンス（ウンジェの父）：キム・ヨンゴン
- ユン・ミジャ（ウンジェの母）：ユン・ミラ
- ク・ガンジェ（ウンジェの兄）：チェ・ジュニョン

### ギョビンの周辺人物
- チョン・ハジョ（ギョビンの父）：キム・ドンヒョン
- ペク・ミイン（ギョビンの母）：クム・ボラ
- チョン・ハヌル（ギョビンの叔母）：オ・ヨンシル
- チョン・スビン（ギョビンの妹）：ソン・ヒア

### エリの周辺人物
- チョン・ニノ（ギョビンとエリの子）：チョン・ユンソク

### ゴヌの周辺人物
- ミン女史（ミン・ヒョンジュ、ゴヌの養母）：チョン・エリ
- ミン・ソヒ（ゴヌの義妹）：チェ・ヨンイン

### 特別出演
- セファ化粧品の会長：ソ・グォンスン

## 中国版
2011年2月11日に中国の湖南衛視で放送。中国のリメイク版が制作された。

### キャスト
- 林品如（リン・ピンルー） / 高珊珊（ガオ・サンサン）：チュ・ジャヒョン
- 艾莉（アイリー）：李彩華（レイン・リー）
- 洪世賢（ホン・スシェン）：凌瀟粛（リン・シャオスー）
- 高文彦（ガオ・ウェンイェン）：遅帥（チ・ソァイ）

## フィリピン版ドラマ
2012年10月29日から2013年4月5日までGMAネットワークで放送されたテレビドラマのフィリピンのリメイク。

## 参考資料
- SBS『妻の誘惑』ホームページより（朝鮮語）
- BS朝日『妻の誘惑』ホームページより

## 関係項目
- 二人の妻：SBSの「妻シリーズ」第2弾。
- 妻が帰ってきた：SBSの「妻シリーズ」第3弾。